# Смычка (Липецкая область)
Смычка — поселок в составе Чаплыгинского района Липецкой области Российской Федерации.
Входит в состав Дубовского сельского поселения.

## География
Находится южнее села Дубовое в лесном массиве. Восточнее посёлка протекает река Омшара.

## История
Бывший жилой лесопосёлок, существовавший в 1950-е — 1990-е годы. С 2006 года практически нежилой. Вокруг посёлка имеются «черничные» поляны.
На данный период времени находится в аренде.
В Смычку заходит просёлочная дорога; улиц с названием в нём нет.

## Население
| 2010 |
| ---- |
| 0    |